# Droit du Huitième, du quatrième, subvention et augmentation
En France, sous l'Ancien Régime, les Huitième, quatrième, subvention et augmentation sont des droits d'aides au profit du roi.
Le quatrième est une taxe du quart du prix de détail. En 1465, il est réduit de moitié sauf en Normandie et dans la généralité d'Amiens où le quatrième est maintenu. Le huitième s'applique alors dans plusieurs provinces: Généralités de Bourges, Châlons, La Rochelle, Limoges, Lyon, Moulins, Orléans, Paris, Poitiers, Soissons, Tours (sauf quelques privilèges locaux), les villes et banlieues d'Amiens, Abbeville, Auxerre. Le huitième n'était plus, comme à l'origine, le huitième de la valeur des boissons. Il avait été réglé, c'est-à-dire tarifé.
La subvention s'y ajoute en 1640, suivie de son augmentation d'un quart en 1657, sauf dans le Lyonnais, le Maconnais, et la Haute-Bourgogne.
Le total quatrième, huitième, subvention et augmentation (les droits réglés) est d'environ 8 livres par muid de vin (268 litres) si le débitant fournit en même temps un repas et de 6 livres 15 sols dans le cas contraire. Le cidre est taxé à la moitié du vin et le poiré au quart.